# Tomáš Jirsák
Tomáš Jirsák (* 29. června 1984, Vysoké Mýto) je český fotbalový záložník a bývalý mládežnický reprezentant. Od července 2025 působí v klubu TJ Slavoj Cerekvice nad Loučnou.
Mimo Česko působil na klubové úrovni v Polsku, Bulharsku a Kazachstánu. 

## Klubová kariéra
Svoji fotbalovou kariéru začal v Sokolu České Heřmanice. Přes mládežnické výběry mužstev SK Vysoké Mýto a FK Spartak Choceň se následně dostal do týmu SK Hradec Králové.

### SK Hradec Králové
Před jarní částí sezony 2002/03 se propracoval do prvního mužstva. Svůj debut v "áčku" si však odbyl v následující sezoně ve druhé nejvyšší soutěži. Celkem odehrál v dresu Hradce Králové 40 ligových střetnutí, ve kterých vsítil pět branek.

### FK Teplice
V červenci 2005 zamířil do klubu FK Teplice. V jeho dresu poprvé okusil první ligu. Na severu Čech se mu herně dařilo a byl oporou. Během dvou let nastoupil v lize k 52 utkáním a dal pět gólů.

### Wisła Kraków
V létě 2007 přestoupil za cca 23 milionů Kč do polské Wisły Kraków, kde podepsal pětiletý kontrakt. V sezónách 2007/08, 2008/09 a 2010/11 vyhrál s Wislou polskou nejvyšší ligovou soutěž. Celkem v nejvyšší soutěži nastoupil k 109 zápasů, ve kterých se 6x střelecky prosadil. Dalších 20 střetnutí a dvě vstřelené branky přidal v evropských pohárech.

### PFK Botev Plovdiv
Před sezonou 2012/13 zamířil do Bulharska, kde se jeho novým zaměstnavatelem stal Botev Plovdiv. V ročníku 2013/14 se s Plovdivem probojoval do finále bulharského poháru, kde se střetl s týmem PFK Ludogorec Razgrad, kterému podlehl 0:1. S Botevem se představil ve  druhém předkole Evropské ligy UEFA 2014/15, kde mužstvo nepřešlo po prohrách 1:2 a 0:2 přes rakouský SKN St. Pölten. Za Botev Plovdiv odehrál během celého svého působení 85 ligových střetnutí, v nichž vsítil šest gólů.

### Irtyš Pavlodar FK
V létě 2015 směřovaly jeho další kroky do kazašského Irtyše Pavlodaru. V říjnu 2016 v Pavlodaru kvůli finančním problémům skončil a připravoval se s Hradcem Králové, který o jeho služby projevil zájem již před sezonou 2016/17. V dresu Irtyše dal v lize jednu branku ve 44 utkáních.

### FC Hradec Králové (návrat)
V lednu 2017 se Jirsák po více než 12 letech vrátil do mužstva FC Hradec Králové. V jarní části sezony 2016/17 odehrál 11 zápasů a zažil s klubem pád do 2.ligy. Na podzim 2017 přidal ještě 7 duelů v barvách Votroků. Svůj poslední zápas v profesionální soutěži si připsal 4. listopadu 2017 na Všesportovním stadionu v Hradci Králové, když odehrál jen úvodních 9 minut v zápase proti Vítkovicím. Hradec tehdy utkání vyhrál 2:0.

### TJ Sokol České Heřmanice
V lednu 2018 se Tomáš Jirsák na závěr své bohaté a úspěšné kariéry vrátil do mateřského klubu TJ Sokol České Heřmanice, kde stále působil jako hrající trenér. S klubem oslavil 3 postupy (z 9.ligy až do 6.ligy).

### TJ Svitavy

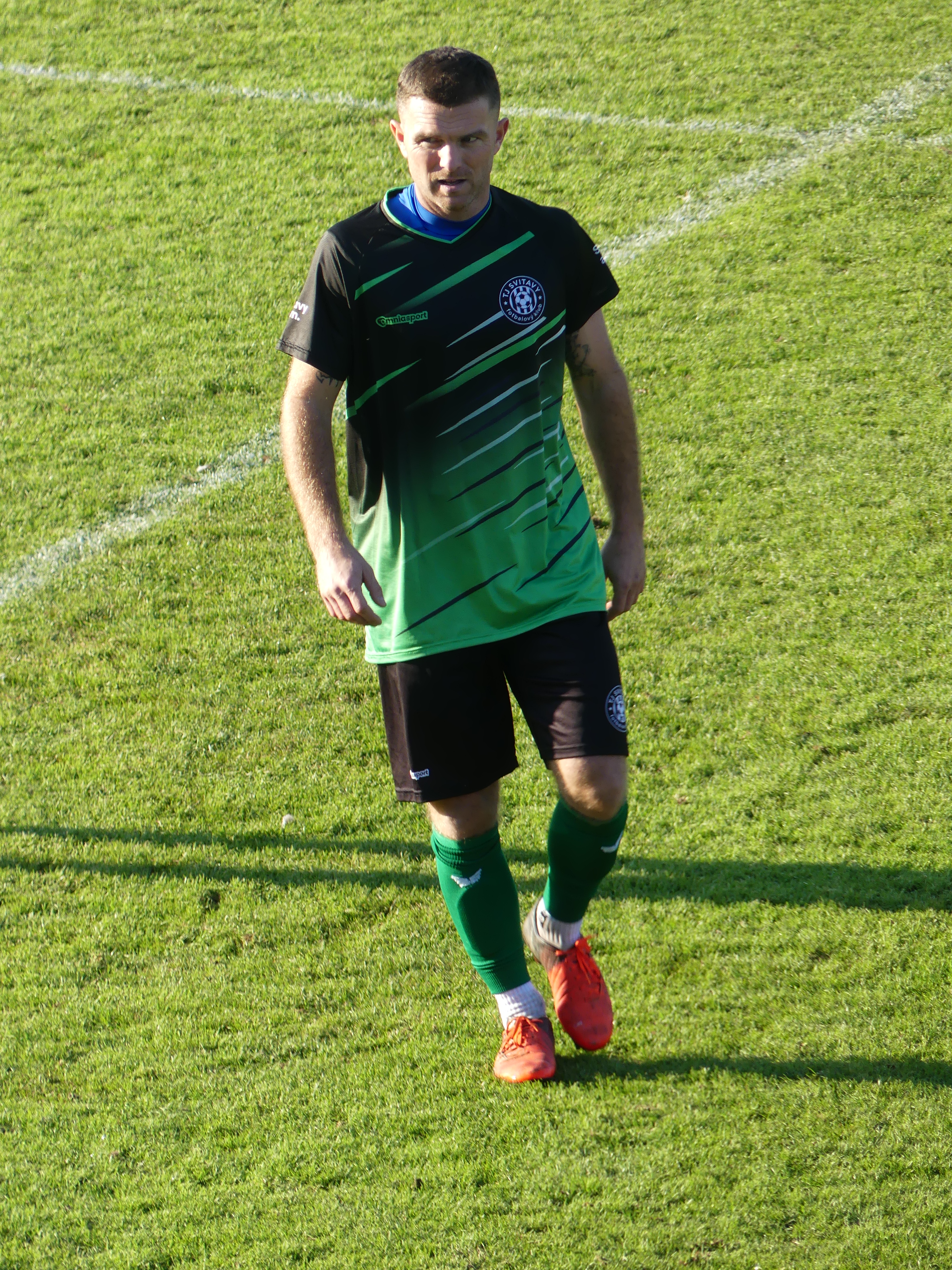
Tomáš Jirsák v dresu TJ Svitavy (r. 2024).

V září 2024 odešel do Svitav, kde pomohl vybojovat A mužstvu vítězství v Krajském přeboru. Do Svitav se tak vrátila divize po 11 letech.

## Klubové statistiky
| Sezona         | Klub                            | Soutěž                            | Zápasy | Góly |
| -------------- | ------------------------------- | --------------------------------- | ------ | ---- |
| 2002/03        | SK Hradec Králové               | Gambrinus liga                    | 0      | 0    |
| 2003/04        | SK Hradec Králové               | 2. liga                           | 16     | 0    |
| 2004/05        | SK Hradec Králové               | 2. liga                           | 24     | 5    |
| 2005/06        | FK Teplice                      | Gambrinus liga                    | 25     | 2    |
| 2006/07        | FK Teplice                      | Gambrinus liga                    | 27     | 3    |
| 2007/08        | Wisła Kraków                    | Ekstraklasa                       | 20     | 2    |
| 2008/09        | Wisła Kraków                    | Ekstraklasa                       | 24     | 0    |
| 2009/10        | Wisła Kraków                    | Ekstraklasa                       | 27     | 2    |
| 2010/11        | Wisła Kraków                    | Ekstraklasa                       | 19     | 1    |
| 2011/12        | Wisła Kraków                    | Ekstraklasa                       | 19     | 1    |
| 2012/13        | PFK Botev Plovdiv               | A grupa                           | 25     | 0    |
| 2013/14        | PFK Botev Plovdiv               | A grupa                           | 33     | 1    |
| 2014/15        | PFK Botev Plovdiv               | A grupa                           | 27     | 5    |
| 2015           | Irtyš Pavlodar FK               | Premjer Ligasy                    | 17     | 0    |
| 2016           | Irtyš Pavlodar FK               | Premjer Ligasy                    | 27     | 1    |
| 2016/17        | FC Hradec Králové               | ePojisteni.cz liga                | 11     | 0    |
| 2017/18        | FC Hradec Králové               | Fortuna národní liga              | 7      | 0    |
| 2017/18 (jaro) | TJ Sokol České Heřmanice        | III. třída okresu Ústí nad Orlicí | 11     | 15   |
| 2018/19        | TJ Sokol České Heřmanice        | II. třída okresu Ústí nad Orlicí  | 26     | 29   |
| **2019/20      | TJ Sokol České Heřmanice        | I.B třída Pardubického kraje      | 9      | 8    |
| **2020/21      | TJ Sokol České Heřmanice        | I.B třída Pardubického kraje      | 9      | 10   |
| 2021/22        | TJ Sokol České Heřmanice        | I.B třída Pardubického kraje      | 26     | 24   |
| 2022/23        | TJ Sokol České Heřmanice        | I.A třída Pardubického kraje      | 26     | 14   |
| 2023/24        | TJ Sokol České Heřmanice        | I.A třída Pardubického kraje      | 26     | 13   |
| 2024/25        | TJ Svitavy                      | Přebor Pardubického kraje         | 21     | 8    |
| 2025/26        | TJ Slavoj Cerekvice nad Loučnou | 8.liga, okres Svitavy             |        |      |

**= sezona předčasně ukončena z důvodu pandemie covidu-19.

## Reprezentační kariéra
S českou reprezentací do 21 let se zúčastnil Mistrovství Evropy v roce 2007, kde ČR skončila po zápasech s Anglií (0:0), Srbskem (prohra 0:1) a Itálií (prohra 1:3) se ziskem 1 bodu na poslední čtvrté příčce základní skupiny B. Tomáš Jirsák nastoupil do všech 3 utkání.

### Reprezentační zápasy a góly
Zápasy Tomáše Jirsáka v české reprezentaci do 21 let
| Rok    | Zápasy | Góly |
| ------ | ------ | ---- |
| 2004   | 2      | 0    |
| 2005   | 8      | 2    |
| 2006   | 5      | 0    |
| 2007   | 7      | 1    |
| Celkem | 22     | 1    |

Góly Tomáše Jirsáka v české reprezentaci do 21 let
| Gól | Datum       | Stadion                      | Soupeř     | Skóre (min.) | Výsledek | Soutěž                      |
| --- | ----------- | ---------------------------- | ---------- | ------------ | -------- | --------------------------- |
| 010 | 07. 9. 2005 | Uherské Hradiště             | Arménie    | 05:00 (77.)  | 6:0      | kvalifikace na ME „21“ 2006 |
| 02  | 07. 9. 2005 | Uherské Hradiště             | Arménie    | 06:00 (90.)  | 6:0      | kvalifikace na ME „21“ 2006 |
| 03  | 23. 3. 2007 | Městský stadion Ml. Boleslav | Nizozemsko | 01:00 (40.)  | 1:1      | přátelský zápas             |

## Trenérská kariéra
Od ledna 2018 do června 2024 působil jako hrající trenér v klubu TJ Sokol České Heřmanice, jehož je odchovancem.